# 若能描繪生命
《若能描繪生命》是日本雙人音樂組合YOASOBI的樂曲。2021年12月1日於數位下載及專輯中發行。